# سیدآباد (بمپور)
سیدآباد روستایی در دهستان میرآباد بخش کلاتان شهرستان بمپور استان سیستان و بلوچستان ایران است.

## جمعیت
بر پایه سرشماری عمومی نفوس و مسکن در سال ۱۳۹۵ جمعیت این روستا ۱٬۱۷۰ نفر (۳۱۵خانوار) بوده‌است.